# Св. св. Константин и Елена (Велико Търново)
Вижте пояснителната страница за други значения на Св. св. Константин и Елена.
„Св. св. Константин и Елена“ е източноправославен храм, разположен в стария център на Велико Търново, строен през 1872 г. от майстор Колю Фичето. При земетресението от 1913 година претърпява значителни разрушения. През 20-те години на ХХ век храма е възстановен под името „Свети цар Борис“. Известна е още и като църквата с въртящите колони.

## История
Историята на храма е разделена на 2 периода: първият е до началото на 70-те години на XIX век, вторият – по времето на Екзархията.
Категоричните алтернативи на възрожденските идеи започват все по-настоятелно да рефлектират върху формите и измеренията на религиозен живот. Божиите служители са принудени да социализират институцията, да се проявят и в гражданско-патриотични начинания и акции. Последиците от Гюлханския хатишериф и Хатихумаюна стимулират сградостроителната жад на българина за по-разкошни и по-достолепни храмове. Новият облик на духовността е представен от множество новопостроени църкви.
Пример за подобен храм е църквата „Св. св. Константин и Елена“. При изграждането ѝ майстор Колю Фичето успял много умело да съчетае разнообразни архитектурни форми и елементи, като полуцилиндрични, елиптични и кръстати сводове, полукръгли и сплеснати арки. През XIX в. тя се включвала добре в общата панорама сред големите възрожденски къщи, които са я заобикаляли.
Освещаването става на 7 октомври 1873 г. от първия български владика Иларион Макариополски.
Църквата има интересна история. Според краеведа Йордан Кулелиев храмът е съществувал вероятно от времето на Втората българска държава. Реални свидетелства за култовата сграда са налице от 20-те и 30-те години на XIX век. В тогавашната ситуация тя има документирано битие и голямата просветна дейност, която кипяла в нея. През 1858 г. е образувана Градската община, чието седалище – канцелария е било в общата стая при църквата „Св. св. Константин и Елена“. Старата църква е действала до 5 октомври 1873 (тогава е записана последната служба в нея), а на 7 октомври 1873 г. в изключително тържествена обстановка е осветен новият храм. Приемствеността е безспорна.
Църквата е трикорабна. Вътрешността и е светла и красива. При главния ѝ вход от двете страни на външната врата са поставени две въртящи се колони, които показват здравината и устойчивостта на сградата. По неповторим и изключително красив начин Колю Фичето успява да изгради и обедини църквата и камбанарията. Той постига голям успех и в живописната монументална архитектура, съчетана с околната среда. И днес въпреки промяната на околната среда църквата не е изгубила от своето архитектурно значение. Ефектът от нейното появяване е категоричен — новият храм успява да придаде нов облик на присъствие на българската общност с обема, архитектурните форми и цялата визия.
Сред култовото богатство на църквата са иконите, рисувани от Папа Витан от Тревненската школа, от школувания художник Николай Павлович и др.
Разположена в края на улица „Гурко“ (срещу Самоводската чаршия), в нея са се венчавали, кръщавали и били опявани първенците на Търново през XIX век.
При голямото земетресение през 1913 г., за разлика от други църкви, тя оцелява, претърпявайки частични щети и разрушения. С помощта на дарения е възстановена през 1923 г. и отворена с променено име  – „Свети цар Борис“.
В годините на комунистическия режим след Деветосептемврийския преврат църквата „Св. св. Константин и Елена“ е занемарена. От криптата, за която се предполага, че е останала още от по-старата църква от Второто българско царство, с чували са изнесени и отнесени неизвестно къде костите. През 1982 г. от входната църковната врата са свалени двете въртящи се колони; според официалната информация те се съхраняват в складовете на „Реставрация“ ЕАД, но не са показвани публично и към 2025 г. това поражда съмнения, че са продадени и са в частна колекция в България или в чужбина. Едва през 1988 г. е изготвен план за реставрацията на църквата, според който тя трябвало да се използва и за действащ храм, и за концертна зала. Поставя се скеле, но ремонт не започва и скелето стои така около 30 години.
От 2008 г. се правят опити за предприемане на ремонт, неуспешни поради липсата на нотариален акт. През 2011 г. се извършва частичен ремонт и скелето е премахнато, но църквата  силно се нуждае от основен ремонт.

## В двора на храма
Вляво от входа в преддверието са вградени надгробни плочи на видни търновски дейци. Една от тях е на хаджи Минчо Цачов. Тук е и паметникът на митрополит Панарет Рашев, дело на румънския скулптор Йон Джорджеско. На южната фасада по-късно са вградени богато орнаментирани надгробни плочи.
От двете страни на входа са две гробници. Едната е на хаджи Николи Минчоолу – борецът за черковна независимост и неговата съпруга. Другата е на сина на Уста Кольо Фичето.

## Настоятелства и свещеници
Първото църковно настоятелство, призвано да осъществи постройката, е учредено на 20 юни 1872 г. Църковни настоятели са Иван Пилев, Илия Иванов и Сава Хаджийоргов.
След 1923 г. в кондиката е записано, че първите настоятели на храм „Св. цар Борис“ са:
- Елефтер п. Димитров – председател;
- Хараламби Кулелиев, Димитър Димитрушков, Александър Хаджицанев, Тодор Кабакчиев и Димитър Багрилов.

Свещеници, служили в храма са:
- поп Марин от Арбанаси през 30-те години на XIX век;
- поп Иван Недански и поп Кочо п. Иванов — през 40-те години на XIX век;
- свещ. Димо Георгиев от Хотница — през 50-те години на XIX век;
- протонотарий Димитър Драганов;

## Галерия
- Вратата с въртящите колони
- Липсващата колона
- Рушащият се таван
- Поглед от стълбите
- „Св.св.Константин и Елена“
- В съседство е Старопрестолната гимназия по икономика